# Charles G. Dawes
Charles Gates Dawes (født 27. august 1865, død 23. april 1951) var en amerikansk politiker og diplomat.
Dawes kom ind i politikken efter William McKinleys valgsejr i 1896, men tabte senatvalget i 1902 og trak sig tilbage fra politikken. Fra 1921 arbejdede han igen for regeringen. I 1926 delte han Nobels fredspris for 1925 med Austen Chamberlain; de fik prisen for Dawes-planen.
Han var USA's vicepræsident under Calvin Coolidge mellem 1925 og 1929.